# Glenea despecta
Glenea despecta là một loài bọ cánh cứng trong họ Cerambycidae.